# Horváth Károly (sportvezető)
Horváth Károly (Szeged, 1952. december 19. –) magyar labdarúgó, edző, sportvezető. A siófoki labdarúgás meghatározó egyénisége.

## Életpályája
1966-ban kezdett el futballozni a Siófoki Bányász csapatában. Egész játékos-pályafutását a klubnál töltötte. Visszavonulása után edzői pályára lépett. Kezdetben az ificsapat edzője, majd  1982-től a felnőtt csapat pályaedzője lett. Később technikai vezetőként, utánpótlás szakágvezetőként és a menedzsment különböző területein tevékenykedett. 
2005 óta szakmai igazgatóként tevékenykedik, emellett 2010-től az ügyvezető igazgatói tisztséget is betöltötte, valamint kinevezték a csapat vezetőedzőjévé. Ebben az évben sikerült az NB I-be feljuttatni a csapatot. Mivel nem rendelkezett megfelelő szakmai licenccel, ezért hivatalosan ifj. Mihalecz Istvánt nevezték ki a csapat vezetőedzőjévé az új szezon kezdetén, a szakmai munkát továbbra is Horváth irányította. 2012-ben szerzett UEFA pro licenc-diplomát.
A 2011/2012-es szezon végén megkapta a Magyar Labdarúgó-szövetség legjobb labdarúgó-sportvezetőjének járó Minarik Ede-díját.
2015-ben váratlanul távozott Siófokról.
2016 szeptemberétől a Vác FC szakmai igazgatója. 2017-ben az megfelelő edzői licenccel nem bíró Nagy Tibor helyett a csapat vezetőedzője is lett, Nagy pedig pályaedzőként segítette a munkáját. 2017. december 19-én elhagyta az akkor a másodosztályban szereplő Vác csapatát, majd még aznap bejelentették, hogy a Zalaegerszegi TE csapatánál Artner Tamással közösen irányítja a csapatot, mint szakmai igazgató.
2019 januárjában visszatért  Vácra, ahol féléves szerződést kötött.